# KRC (Automarke)
KRC war eine britische Automobilmarke, die 1922–1923 von der White Holmes & Co. Ltd.  in  Hammersmith (London) hergestellt wurde.
1922 erschien der KRC 10 hp, ein Leichtautomobil, das einen seitengesteuerten V2-Motor mit 1,1 l Hubraum besaß. Der Radstand betrug 2.515 mm.
Im Jahr darauf erschienen die beiden Vierzylindermodelle KRC 10/35 hp und KRC 10/22 hp mit 1,1 l, bzw. 1,25 l, Hubraum auf dem gleichen Fahrgestell. Die Motoren lieferten Coventry-Climax und Janvier.
Nach einem weiteren Jahr aber war die Marke – wohl als Folge der Weltwirtschaftskrise – wieder vom Markt verschwunden.

## Modelle
| Modell   | Bauzeitraum | Zylinder | Hubraum  | Radstand |
| -------- | ----------- | -------- | -------- | -------- |
| 10 hp    | 1922        | 2 V      | 1098 cm³ | 2515 mm  |
| 10/35 hp | 1923        | 4 Reihe  | 1093 cm³ | 2515 mm  |
| 10/22 hp | 1923        | 4 Reihe  | 1247 cm³ | 2515 mm  |

## Quelle
- Culshaw, David & Horrobin, Peter: The Complete Catalogue of British Cars 1895–1975. Veloce Publishing plc., Dorchester 1997, ISBN 1-874105-93-6